# Star Wars Las Guerras Clon: La alianza de los jedi
Star Wars Las Guerras Clon: La alianza de los jedi, (en inglés Star Wars: The Clone Wars Jedi Alliance) es un videojuego desarrollado por Chrome Studios y producido por Lucas Arts, lanzado únicamente para Nintendo DS. 
Este juego coincidirá con el de Wii (Star Wars Las Guerras Clon: Duelos con espadas de luz), pero dotará de una historia diferente, tratando así de lo que sucede durante el período de la serie de televisión Star Wars Las Guerras Clónicas en tercera dimensión que fue emitida por Cartoon Network en Estados Unidos en octubre y en Latinoamérica en enero de ese mismo año. 
El juego será como una breve historia que sucede entre la película Star Wars The Clone Wars y la serie de televisión homónima. En el videojuego se manejarán a los protagonistas Anakin, Obi-Wan y Ahsoka, luchando contra los separatistas con el NDS Touch y logrando combinaciones para lo que logren los personajes.